# José de Aldazaval
Joseph de Aldazával (1729–1779) spanyol heraldikai író. Teljes írói neve (Don) Pedro Joseph de Aldazával y Murguia. A neve előfordul Pedro José Aldazábal alakban is. Az 1763-ban alapított baszk tudományos társaság, az Ország Barátainak Királyi Baszk Társasága (Real Sociedad Bascongada de Amigos del País) presbitere volt. Írt egy heraldikai művet, melyben kifejti, hogy a címertan feltalálása azt szolgálta, hogy az ősök fénye és tisztelete fennmaradhasson a családban és azt a víziót erősítette, hogy a családtagok megőrzik dicső tetteiket.

## Művei
- Breve historia de la aparición del mas luminoso Astro y brillante Estrella de la mar, la Milagrosa Imagen de María Santissima de Iziar..., que con otros muchas noticias adquiridas dá a luz publica Don Pedro Joseph de Aldazabal y Murguía. Pamplona : Martin Joseph de Rada, [1769]

- COMPENDIO HERALDICO. Arte de escudos de armas según el methodo mas arregado DEL BLASON, y autores españoles. Pamplona. Vda. Martin Jofeph de Rada, 1775

- Ama Virgina santissima Yciarcuaren bederatci urrena. Don Pedro Joseph de Aldazaval y Murguia, debaco beneficiada, len vicario iza nac ateratzen debana 1768 garren urtean. Beardan bezela 1790 urtean. Tolosan F., Huarte, (s. d.)